# Tadeusz Ślipko
Tadeusz Tomasz Ślipko (ur. 18 stycznia 1918 w Stratynie, zm. 1 maja 2015 w Krakowie) – polski ksiądz katolicki, jezuita, profesor nauk humanistycznych, filozof, specjalizujący się w zagadnieniach etycznych. Z zakresu etyki szczegółowej zajmował się zwłaszcza problematyką bioetyki, ekologii, inżynierii genetycznej oraz diagnostyki prenatalnej. Zarysował też elementy etyki szczegółowych społeczności naturalnych, od małżeństwa i rodziny poczynając, kończąc na moralności życia międzynarodowego, zagadnień pokoju i wojny.

## Życiorys
Urodził się jako syn Jana i Marii z domu Wierzbińskiej. Po śmierci ojca wrócił wraz z matką w 1923 r. do rodzinnego miasta rodziców – do Gródka Jagiellońskiego, gdzie w 1936 r. zdał maturę. W 1937 r. rozpoczął studia na uniwersytecie we Lwowie.
12 października 1939 r. wstąpił do zakonu jezuitów w Starej Wsi k. Brzozowa, gdzie odbył dwuletni nowicjat. W latach 1941–1944 studiował filozofię na Wydziale Filozoficznym Towarzystwa Jezusowego w Krakowie, przeniesionym wskutek wojny do Nowego Sącza. Studia teologiczne odbywał na jezuickim Wydziale Teologicznym Bobolanum, który z powodu wojny przeniesiono z Lublina najpierw do Nowego Sącza, a następnie (1944–1946) do Starej Wsi. Tam w 1947 r. przyjął święcenia kapłańskie.
Od 1948 r. odbywał studia z etyki społecznej na Wydziale Teologicznym Uniwersytetu Jagiellońskiego w Krakowie, uzyskując w 1949 r. magisterium, a w 1952 r. – doktorat na podstawie rozprawy pt. Zasada pomocniczości (promotor Władysław Wicher).
Od 1948 r. wykładał etykę na Wydziale Filozoficznym Towarzystwa Jezusowego w Krakowie, od 1963 r. także na Papieskim Wydziale Teologicznym w Krakowie. 2 lutego 1957 r. złożył w Krakowie uroczystą profesję czterech ślubów.
W 1965 r. objął etat adiunkta w Katedrze Etyki na Wydziale Filozofii Chrześcijańskiej Akademii Teologii Katolickiej w Warszawie. Na tym Wydziale habilitował się w 1967 r. na podstawie rozprawy Zagadnienie godziwej obrony sekretu. W 1973 r. uzyskał tytuł naukowy profesora nadzwyczajnego, a w 1982 r. profesora zwyczajnego. W latach 1957–1964 pełnił funkcję dziekana na Wydziale Filozoficznym Towarzystwa Jezusowego w Krakowie, a w latach 1976–1980 na Wydziale Filozofii Chrześcijańskiej ATK. W 1988 r. przeszedł na emeryturę, kontynuując jednak ożywioną działalność naukową i pisarską.
Zmarł 1 maja 2015 w Krakowie i został pochowany na tamtejszym cmentarzu Rakowickim.

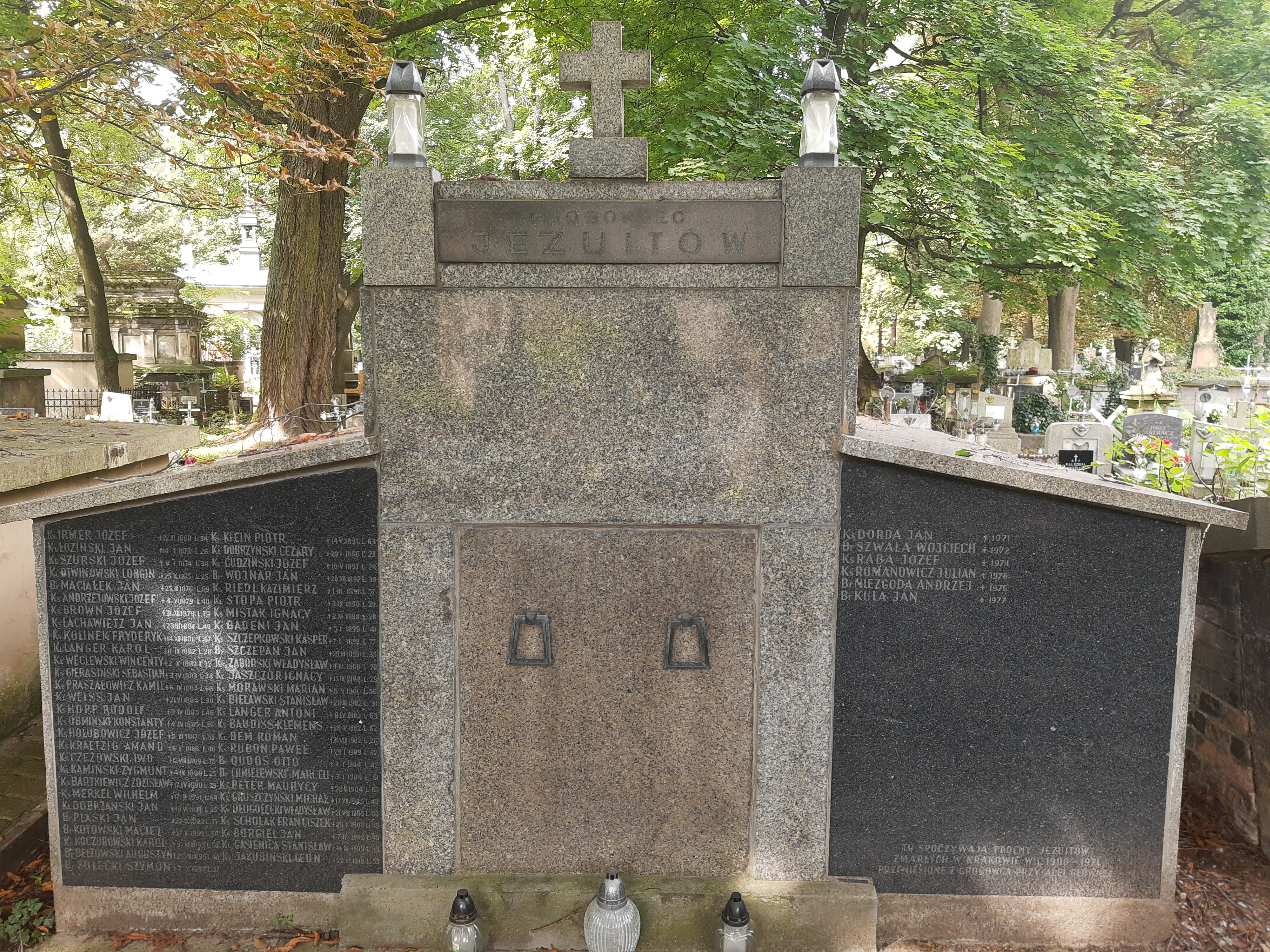
Grobowiec jezuitów na cmentarzu Rakowickim

## Dziedziny pracy naukowej i pisarskiej
W pracy naukowej skoncentrował się na studiach nad chrześcijańską filozofią moralności. Jednocześnie śledził rozwój etyki marksistowskiej oraz innych kierunków etyki laickiej, którym szczególnie w pierwszej fazie twórczości naukowej poświęcił sporo artykułów i recenzji. Problematykę wydawanych przezeń książek dyktowały kwestie dyskutowane wówczas w polskim społeczeństwie. Zagadnienie godziwej obrony sekretu (Warszawa 1968) oraz Etyczny problem samobójstwa (Warszawa 1970) były echem pytań nurtujących myśl etyczną wobec sytuacji narzucanych stanem wojny i okupacji. Praca Życie i płeć człowieka (Kraków 1978) była odpowiedzią na nasilającą się wówczas dyskusję na temat etyki seksualnej. Jako pierwszy w polskiej literaturze filozoficzno-etycznej podjął problematykę bioetyczną, która stawała się coraz bardziej aktualna dzięki rozwojowi współczesnych nauk biologicznych. Czynił to w szczególności w pracy pt. Granice życia. Dylematy współczesnej bioetyki (Warszawa 1978, Kraków 1994). Ponowił zaś w książce Za czy przeciw życiu (Kraków 1992).
W publikacji Kara śmierci z teologicznego i filozoficznego punktu widzenia (Kraków 2000) przedmiotem studium uczynił problem kary śmierci. Tematykę ekologiczną omówił we współpracy z Andrzejem Zwolińskim w pracy Rozdroża ekologii (Kraków 1999).
Do jego osiągnięć należy całościowe opracowanie etyki filozoficznej pt. Zarys etyki ogólnej (Kraków 1974, wyd. 5: 2009) oraz Zarys etyki szczegółowej (I–II, Kraków 1982, 2005). Prace te powstały po podjęciu zajęć na ATK, pomyślane pierwotnie jako podręcznik, później rozszerzane i rozbudowywane, dawały okazję do przedstawienia własnych przemyśleń i poglądów. Dlatego stanowią główne źródło do rekonstrukcji całokształtu jego koncepcji etyki. Mieści się ona w ramach etyki tomistycznej, poddanej jednak odmiennym interpretacjom wielu nawet zasadniczych dla etyki tez. Ogólny kierunek tych innowacji określił sam Ślipko, przedstawiając własne ujęcie etyki chrześcijańskiej jako jej „aksjonomiczną wersję” – w przeciwstawieniu do jej powszechnie dotąd akceptowanej interpretacji eudajmonistycznej, opartej na idei celu. To ogólnie sformułowane podejście znajdzie uzasadnienie zarówno w przyjętej metodzie, jak i w charakterystyce poszczególnych traktatów głoszonej przez Ślipkę etyki.

## Poglądy

### Metoda
Z dwu orientacji w tomizmie, z których jedna za punkt wyjścia obiera zasady rozumowe, druga zaś sięga do danych doświadczenia, Ślipko opowiada się za orientacją empiryczną. Nie podziela jednak poglądu autorów, którzy głoszą istnienie specyficznego „doświadczenia aksjologicznego”. Nawiązując do zastanego w tomizmie postulatu oparcia etyki na faktach (Luigi Taparelli d’Azeglio; 1793-1862), rozwija ideę doświadczenia etycznego, w którym wyróżnia 2 rodzaje: doświadczenie wewnętrzne, przez które rozumie zdolność uświadamiania sobie własnych intuicji moralnych jako czysto duchowych przeżyć poszczególnych jednostek, oraz doświadczenie zewnętrzne, pojmowane jako zobiektywizowane w werbalnym przekazie stany społecznej świadomości moralnej – dzięki osiągnięciom współczesnej etnologii – odpowiednio do omawianego zagadnienia w jej ogólnoludzkim zasięgu. Za pomocą metod zaczerpniętych z tych źródeł realizuje pierwszy etap badania etycznego, nazwanego filozofią świadomości moralnej. Podstawowe zadanie polega tu na ustaleniu tzw. faktu etycznego, następnie na jego filozoficznym opisie, co prowadzi do ukazania antynomii przenikających świadomość moralną jednostek i całych grup społecznych, bądź innych pytań odnoszących się do przeżywanych przez ludzi treści moralnych. Wobec założenia, że struktura rzeczywistości jest niesprzeczna, ujawnione dylematy skłaniają myśl etyczną do sformułowania odpowiednich zagadnień domagających się odpowiedzi. Jest to zatem etap problemotwórczy.
Drugi etap – nazwany filozofią bytu moralnego – polega na dokonaniu racjonalnej analizy obiektywnej zawartości tego faktu, uściśleniu pojęć i uprawomocnieniu odpowiedniej zasady lub normy, czyli na wypracowaniu metodologicznie uprawomocnionego uzasadnienia postawionej tezy. W tym miejscu dochodzi do głosu metodologiczna zależność etyki od jej teoriopoznawczych i antropologicznych założeń.
Zdaniem Ślipki pierwszym warunkiem przy konstruowaniu operatywnej metodologii filozoficzno-etycznej jest dobranie odpowiednich narzędzi poznawczych. Opowiada się tu za uniwersalizmem teoriopoznawczym. Dzięki właściwej temu kierunkowi teorii tzw. powszechników (uniwersalia), uzyskuje etyka nie tylko kontakt z obiektywnym bytem moralnym, ale także możność dokonywania wglądu w istotowe struktury tego bytu. Mimo to Ślipko uważa, że etyka zdana na własne siły nie jest zdolna wydobyć z treści doświadczenia etycznego ostatecznie przekonujących racji do uprawomocnienia (uzasadnienia) głoszonych przez nią tez normatywnych. Po te racje musi sięgnąć znacznie głębiej: do tych warstw antropologicznej struktury człowieka, na których opierają się konstytutywne zasady obiektywnego porządku moralnego. Tym samym Ślipko zaprzecza możliwości zbudowania tzw. etyki niezależnej. W fazie dociekań mających charakter teoriotwórczy bądź normotwórczy pozostaje w merytorycznym związku z filozoficzną wizją człowieka i jego miejsca we wszechświecie.
W zarysowanej metodzie Ślipko znajduje swego rodzaju instrumentarium badawcze, za pomocą którego konstruuje zgodnie z tradycyjną etyką tomistyczną strukturalny model etyki. Zrąb tej etyki tworzą: nauka o szczęściu jako celu ostatecznym (eudajmonologia), nauka o wartościach moralnych (aksjologia) oraz nauka o prawie moralnym (deontologia). W każdej z tych dziedzin Ślipko wprowadza własne koncepcje.

### Eudajmonologia
Wkład Ślipki na polu eudajmonologii dotyczy treściowych innowacji, jakie wprowadził w określeniu podstawowych pojęć szczęścia doskonałego i (relatywnie) naczelnego, a także w logicznej konstrukcji uzasadnienia tezy o istnieniu celu ostatecznego. Nacisk kładzie na dysproporcję, jaka zaistniałaby między nieograniczoną ekspansywnością ludzkiego dążenia do szczęścia a ograniczonością dóbr leżących w zasięgu owego dążenia. Zdaniem Ślipki zawarty w tej dysproporcji egzystencjalny tragizm ludzkiego istnienia przezwycięża teza chrześcijańskiej etyki, oparta na teistycznych przesłankach, która ukazując człowiekowi istnienie nieskończenie dobrego Boga, rozwiązuje ten dylemat, ponieważ w Bogu odnajduje on dobro zdolne zaspokoić wszelkie jego dążenia do doskonałości i szczęścia. Jednakże wbrew tradycyjnemu mniemaniu, teoria celu ostatecznego ukazuje jedynie horyzontalny kres wszelkiego świadomego dążenia ludzkiego i wyznacza tym samym egzystencjalne pole, na którym człowiek urzeczywistnia moralny sens swego życia. Nie stanowi natomiast immanentnej części tych struktur moralności, które od wewnątrz konstytuują zasady realizacji tego sensu, mianowicie dobro i zło moralne. Tę rolę spełniają wartości moralne i moralny imperatyw. Dlatego aksjologię wysuwa Ślipko na czoło rozważań na temat fundamentalnych zagadnień etycznych.

### Aksjologia
Rozważania nad aksjologią opiera Ślipko na rozróżnieniu między teorią czynników, które określają moralną wartość aktu, a teorią wartości moralnych (fontes moralitatis
i norma constitutiva moralitatis). Przyjmując ten podział, do obu traktatów wprowadza znaczne modyfikacje. W teorii czynników moralności aktu, przeciwstawiając się dotychczasowej tradycji chrześcijańskiej, za punkt wyjścia przyjmuje stwierdzenie, że działania ludzkie mają dwojaką strukturę: przybierają postać bądź „aktu prostego”, bądź „aktu złożonego”. W akcie prostym (np. jałmużna, kłamstwo) moralną jakość konstytuuje przedmiot, a więc obiektywny czynnik strukturalny, zakorzeniony w wewnętrznej celowości aktu. Akty te mocą przedmiotu są więc wewnętrznie dobre (złe) lub obojętne, a subiektywna intencja podmiotu i inne okoliczności pełnią w nich rolę wtórną.
W akcie złożonym natomiast, który polega na dynamicznym przyporządkowaniu dwu lub więcej aktów prostych, użytych jako środki do osiągnięcia określonego dobra jako celu działania (np. dobroczynność dla zyskania dobrej opinii lub dla osiągnięcia np. mandatu poselskiego), czynnikiem determinującym moralną wartościowość tego aktu jest moralna jakość celu, czyli dobro, ku któremu się zwraca i które chce osiągnąć całość działania. Mimo swej nadrzędnej pozycji, cel aktu złożonego podlega jednemu ograniczeniu: nie zmienia wewnętrznej jakości moralnej występujących w nim środków, czyli aktów prostych. Jak intencja nie jest zdolna uzdrowić moralnego zła przedmiotu aktu prostego, tak cel aktu złożonego nie uświęca środków moralnie złych.
W teorii wartości moralnych Ślipko podtrzymuje wspólną tomistom tezę o istnieniu obiektywnych i absolutnych, ale odmiennie niż wielu tomistów objaśnia obiektywną swoistość wartości moralnych. Sprowadza je bowiem na grunt wzorczych ideałów postępowania moralnego i z tej wyjściowej pozycji usiłuje zgłębić problem genezy tych wartości, czyli objaśnić konstytuującą je zasadę. Czyni to w ten sposób, że ich zasadę konstytutywną opiera na dwu filarach: na idei godności osoby ludzkiej oraz na relacji odpowiedniości, w jakiej celowościowa struktura podstawowych kategorii aktów ludzkich pozostaje do realizacji wzorczej doskonałości osoby ludzkiej. Obiektywne wartości moralne to idealne wzorce, czyli ideały moralnego postępowania człowieka, ukazujące działania zdolne realizować jego doskonałość jako osoby. Fundamentem ich obiektywnej rzeczywistości jest w porządku bytu dana rozumna natura człowieka, konstytuującą zaś je zasadą – struktura wolnej podmiotowości człowieka i jego osobowej godności.
Dalszą innowacją wprowadzoną przez Ślipkę w tradycyjną tomistyczną teorię wartości jest jego koncepcja koordynacji aksjologicznego zakresu wartości moralnych. W miejsce tradycyjnych rozwiązań wprowadza własną koncepcję rozwiązywania zaistniałego konfliktu aksjologicznego. Za punkt wyjścia przyjmuje założenie, że struktura świata wartości moralnych opiera się na zasadzie harmonijnej koordynacji wartości oraz ich hierarchizacji. Konsekwencją tego założenia jest stwierdzenie, że również absolutne wartości moralne muszą pozostawać w takiej wzajemnej relacji, która stwarza operatywny mechanizm obrony tych wartości przed agresją. Mechanizm ten polega na wyłączeniu aktu – stanowiącego skuteczny, a zarazem niezbędny środek w tego rodzaju sytuacjach – z aksjologicznego zakresu wartości sprzężonej relacją podporządkowania z wartością wystawioną na zamach ze strony agresora. Innymi słowy, akt, który poza agresją stanowi zawsze naruszenie określonej wartości (w przytoczonych przykładach zwie się to kłamstwem lub morderstwem), w sytuacji agresji i tylko agresji – mimo że jest świadomym powiedzeniem nieprawdy lub bezpośrednim zabiciem człowieka – wspomnianych wartości ludzkiego życia bądź prawdomówności nie narusza, gdyż akt ten znajduje się poza zakresem ich obowiązywalności. Tym samym stanowi on akt nie-zły, moralnie neutralny, swego rodzaju „restrykcję” zawężającą zasięg moralnego zła – kłamstwa bądź morderstwa. Konsekwentnie tego typu akty, jak kłamstwo czy morderstwo, przybierają postać aktów „wewnętrznie złych restryktywnie”. Ten stan rzeczy wyraża Ślipko za pomocą ogólnego sformułowania jako zasadę „ograniczonego zakresu aksjologicznego” wartości podporządkowanej w celach obrony wyższej od niej innej wartości absolutnej.

### Deontologia
Oparta na analizie doświadczenia moralnego koncepcja zjawiska deontycznego oraz idea zakorzenienia prawa naturalnego w porządku absolutnych wartości moralnych stanowią dwie zasadnicze innowacje wniesione przez Ślipkę w deontologię tomistyczną.

### Etyka szczegółowa
W etyce indywidualnej na uwagę zasługują innowacje wniesione jako konsekwencje zastosowania koncepcji aktów wewnętrznie złych restryktywnie. Na tej podstawie Ślipko przedstawia nowe rozwiązanie w kwestii obrony sekretu, obrony własnego życia oraz obrony życia zbiorowego przed agresją. Nawiązując do A. Vermeerscha, ale opierając się na przesłankach przez siebie wypracowanych w zakresie filozofii mowy, przyjmuje dopuszczalność tzw. mowy defensywnej, czyli świadomego fałszu, dopuszczalnego wyłącznie w ściśle zakreślonych granicach koniecznej obrony sekretu przed wymuszaniem jego zdrady przez akty przymusu i pogwałcenia naturalnych praw człowieka. Dopuszcza także bezpośrednio zabójcze działanie wobec agresora, karę śmierci i sprawiedliwą wojnę – dla odparcia agresji, ale też tylko w tych granicach.
Jednym z nowszych osiągnięć Ślipki jest całościowe opracowanie problematyki bioetycznej, szczególnie zaś zarysowanie podstaw etyki ekologicznej, inżynierii genetycznej oraz diagnostyki prenatalnej.
Ślipko wniósł wkład w problematykę etyki społecznej. Syntezą jego poglądów jest druga część Zarysu etyki szczegółowej pt. Etyka społeczna. Na uwagę zasługuje zwłaszcza jej część ogólna, w której zaprezentował filozofię bytu społecznego, odbiegającą od tradycyjnych ujęć tomistycznych. Składa się na nią ujęta w kategoriach etycznych koncepcja człowieka jako istoty społecznej, której głównym elementem jest moralna determinacja do tworzenia form życia społecznego mocą moralnego imperatywu rozwijania i doskonalenia człowieka jako osoby, następnie zaś na tych samych podstawach oparta eksplikacja genezy i istoty społeczności, na koniec sformułowanie najogólniejszych ontycznych i moralnych zasad życia społecznego w postaci zasady solidarności, pomocniczości i społecznej koordynacji. Na przesłankach wynikających z tych zasad zarysował elementy etyki szczegółowych społeczności naturalnych, od małżeństwa i rodziny poczynając, kończąc na moralności życia międzynarodowego, zagadnień pokoju i wojny.
Ideą przewodnią wszystkich rozstrzygnięć w etyce szczegółowej w obydwu jej wymiarach: indywidualnym i społecznym jest moralna godność osoby ludzkiej. Toteż etyka szczegółowa w ujęciu Ślipki ujawnia i udowadnia prawdę o tym, że etyka chrześcijańska jest etyką personalistyczną nie tylko na poziomie ogólnych założeń, lecz także w kwestiach szczegółowych.

## Publikacje (wybór)
- Etos chrześcijański. Zarys etyki ogólnej, Wydawnictwo Apostolstwa Modlitwy, Kraków 1974, ss. 392; wyd. 5 pt. Zarys etyki ogólnej, Wyd. WAM, Kraków 2009.
- Życie i płeć człowieka. Przedmałżeńska etyka seksualna. Etyczny problem samobójstwa, Wydawnictwo Apostolstwa Modlitwy, Kraków 1978, ss. 557, ISBN brak.
- Zarys etyki szczegółowej, t. I, Wydawnictwo Apostolstwa Modlitwy, Kraków 1982, ss. 444; wyd. 2: 2005.
- Zarys etyki szczegółowej, t. II, Wydawnictwo Apostolstwa Modlitwy, Kraków 1982, ss. 388; wyd. 2: 2005.
- Granice życia. Dylematy współczesnej bioetyki, Akademia Teologii Katolickiej, Warszawa 1988, ss. 449, ISBN brak; wyd. nowe pt. Bioetyka, Wyd. Petrus, Kraków 2009.
- Za czy przeciw życiu, Wyd. WAM, Kraków 1992.
- Rozdroża ekologii, Wyd. WAM, Kraków 1999 (współautor: Andrzej Zwoliński).
- Etyczny problem samobójstwa, Wyd. Petrus, Kraków 2008.
- 9 dylematów etycznych, Wyd. Petrus, Kraków 2009.
- Aborcja z filozoficznego, teologicznego i prawnego punktu widzenia, Wyd. Petrus, Kraków 2009.
- Godziwa obrona sekretu. Zagadnienia, Wyd. Petrus, Kraków 2009.
- Bioetyka. Najważniejsze problemy, Wyd. Petrus, Kraków 2010
- Historia etyki, Wyd. Petrus, Kraków 2010.
- Spacerem po etyce (zbiór artykułów), Wyd. Petrus, Kraków 2010.
- Przedmałżeńska etyka seksualna, wyd. 2, Wyd. Petrus, Kraków 2012.